# Buffalo Commons

Lage der Great Plains in den USA (und Kanada)

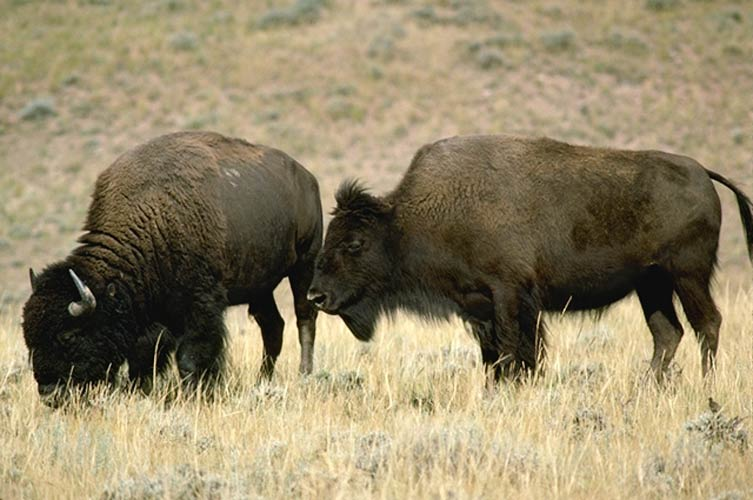
Ein Bisonpaar

Mit dem englischen Begriff Buffalo Commons (dt. in etwa Büffel-Allmende) wird ein Projekt in den Great Plains (Dt. Große Ebenen) in der Mitte der Vereinigten Staaten von Amerika (USA) bezeichnet. Als Reaktion auf den massiven Bevölkerungsrückgang seit den 1960er Jahren und verstärkt ab dem späten 20. Jahrhundert sollen die demografische Entwicklung und der Zustand der Zeit vor dem Einströmen weißer Siedler in der zweiten Hälfte des 19. Jahrhunderts wiederhergestellt werden. Diese sind nämlich nach den großen, verheerenden Staubstürmen der 1930er-Jahre (siehe Dust Bowl) zu großen Teilen in fruchtbarere Küstenstriche weiter westlich der Rocky Mountains weitergezogen.
Der Plan wurde von dem Landnutzungsplaner Frank Popper, Professor an der Rutgers University und der Princeton University, sowie seiner Frau, der Geographin Deborah Popper entworfen. Sein Ziel ist, dass erneut große Flächen des Landes in öffentlichen Besitz gelangen, auf denen wieder große Büffelherden über die weiten Ebenen der Prärie ziehen können. Diese Tiere lebten hier vor der Beinahe-Ausrottung durch die weißen Siedler zu Hunderttausenden in einem von extensiver Nutzung geprägten Nebeneinander mit den hier ebenfalls ansässigen Prärie-Indianern. Durch die Vermarktung des Büffelfleischs und insbesondere Einnahmen aus Tourismus soll eine dauerhafte wirtschaftliche Basis für die abnehmende Bevölkerung der Great Plains geschaffen werden. 

## Situation

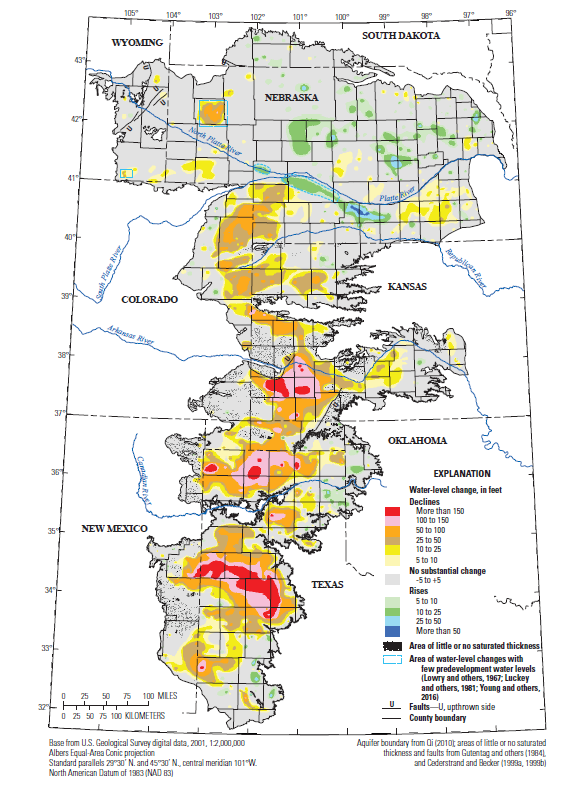
Karte zur Veränderung der Wasserspiegel in den Jahren 1950 bis 2015 im High Plains / Ogallala Aquifer

Der Trend zur industriellen Landwirtschaft mit großflächigen Feldern und Weideland, die mangelnde Attraktivität der ländlichen Regionen für jüngere und gut ausgebildete Generationen sowie die daraus folgende demografische Entwicklung haben dazu geführt, dass große Teile von Kansas und Nebraska, von North und South Dakota sowie angrenzender Teile Oklahomas und Montanas, außerdem Teile von Texas und Colorado heute geringer besiedelt sind, als sie es 1893 waren. In jenem Jahr wurde die Besiedlung der Vereinigten Staaten gemäß der Frontier-These von Frederick Jackson Turner als abgeschlossen angenommen. Alleine in Kansas wurden über 6000 Siedlungen vollständig aufgelassen. Die Entwicklung beschleunigt sich weiterhin.
Darüber hinaus beruht die gesamte Landwirtschaft in den Great Plains auf der Nutzung von prähistorischem Grundwasser aus dem Ogallala-Aquifer. Die Vorräte sind in den Jahrzehnten der intensiven Landwirtschaft weit über ein nachhaltiges Niveau ausgebeutet worden; das Versiegen der Wasserversorgung steht in einigen Regionen unmittelbar bevor. Der großflächige Bewässerungsfeldbau mit heutigen Methoden kann nicht mehr lange aufrechterhalten werden.

## Das Konzept
Das Konzept der Buffalo Commons sieht vor, dass der großflächige Ackerbau in den Great Plains zugunsten der Weidenutzung durch weitgehend wild lebende Bisons aufgegeben wird. Der Plan geht davon aus, dass neben dem erwarteten neuen Tourismus auch die Vermarktung des Fleisches der wilden Büffel den Menschen der Region wieder eine sicherere Zukunft bringen kann. Er führt bereits dazu, dass Nachfahren der früher hier heimischen Indianer wieder zurückkehren, um sich mit dem Tier zu beschäftigen, mit dem sie nach ihrer Mythologie untrennbar verbunden sind.

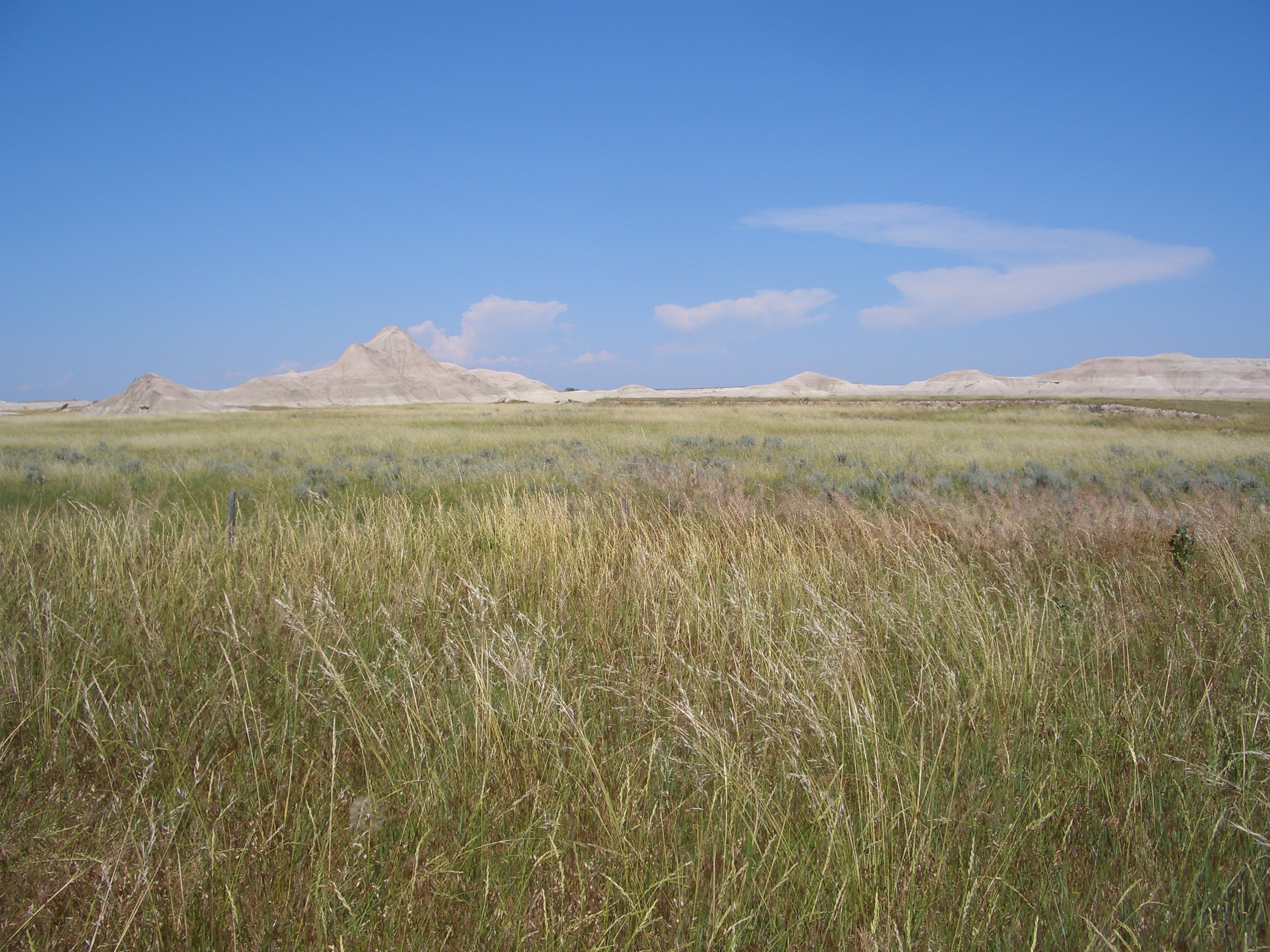
Landschaft der Great Plains von Nebraska im Ogallala National Grassland

Darüber hinaus brächte die gemeinschaftliche Landnutzung mit der Büffelzucht und -haltung nach Ansicht des Ehepaares Popper auch großen ökologischen Nutzen zur Wiederbelebung der durch die (private) landwirtschaftliche (Über)nutzung (Weizenanbau) teilweise bis zur Wüstenbildung verödeten Landstriche mit sich. So ernähren sich Büffel von dem hier heimischen Präriegras, tragen dabei zu seiner Wiederverbreitung bei und können in der sehr trockenen Zone Wasser wesentlich besser verwerten als die hier eingeführten und gehaltenen Rinder; darüber hinaus sind sie auch deutlich kälteresistenter.
Nach anfänglich ausgeprägter Skepsis, vor allem von Kritikern staatlicher (Landnutzungs-)Planung, findet die Idee unter Politikern, Farmern, Ranchern und auch unter Indianern allmählich größeren Zuspruch; neben demografischen und soziologischen gibt es bereits erste wirtschaftliche und ökologische Erfolge sowie eine deutliche Zunahme des Büffelbestandes.
Eine Variante wäre es, an der Grenze zwischen Kansas und Colorado sämtliche Flächen in Privatbesitz in den beiden Counties Greeley und Wallace County (beide Kansas) anzukaufen, wozu nach Marktwert eine knappe Milliarde Dollar erforderlich wäre. Dort sollte dann ein neuer Nationalpark entstehen. Die beiden Counties sind die am dünnsten besiedelten in Kansas und der Ackerbau dort leidet besonders stark unter der Erschöpfung der Grundwasservorräte. Im Umfeld des Parks könnten Ortschaften sich auf touristische Dienstleistungen spezialisieren. Zur Finanzierung würden Erträge aus dem Land and Water Conservation Fund dienen, die aus Nutzungsgebühren für die Ausbeutung von Bodenschätzen auf öffentlichem Land stammen und vom Office of Natural Resources Revenue abgerechnet werden. Diese Variante wurde Ende 2009 von der Zeitung Kansas Star aufgebracht und öffentlich vertreten.